# Jens Vahl
Jenz Laurentius Moestue Vahl, né le 27 novembre 1796 à Copenhague et mort le 5 novembre 1854 à Copenhague, est un botaniste et explorateur danois, fils du botaniste Martin Vahl (1749-1804).

## Biographie

### Carrière
Jens Vahl perd son père lorsqu'il a sept ans. Il reçoit son diplôme de pharmacie en 1819, puis étudie de manière plus approfondie la botanique et la chimie. Il est bibliothécaire au muséum et assistant au jardin botanique de Copenhague entre 1840 et 1850.
Il est fait doctor philosophiæ de l'université de Rostock en 1842.

### Expéditions

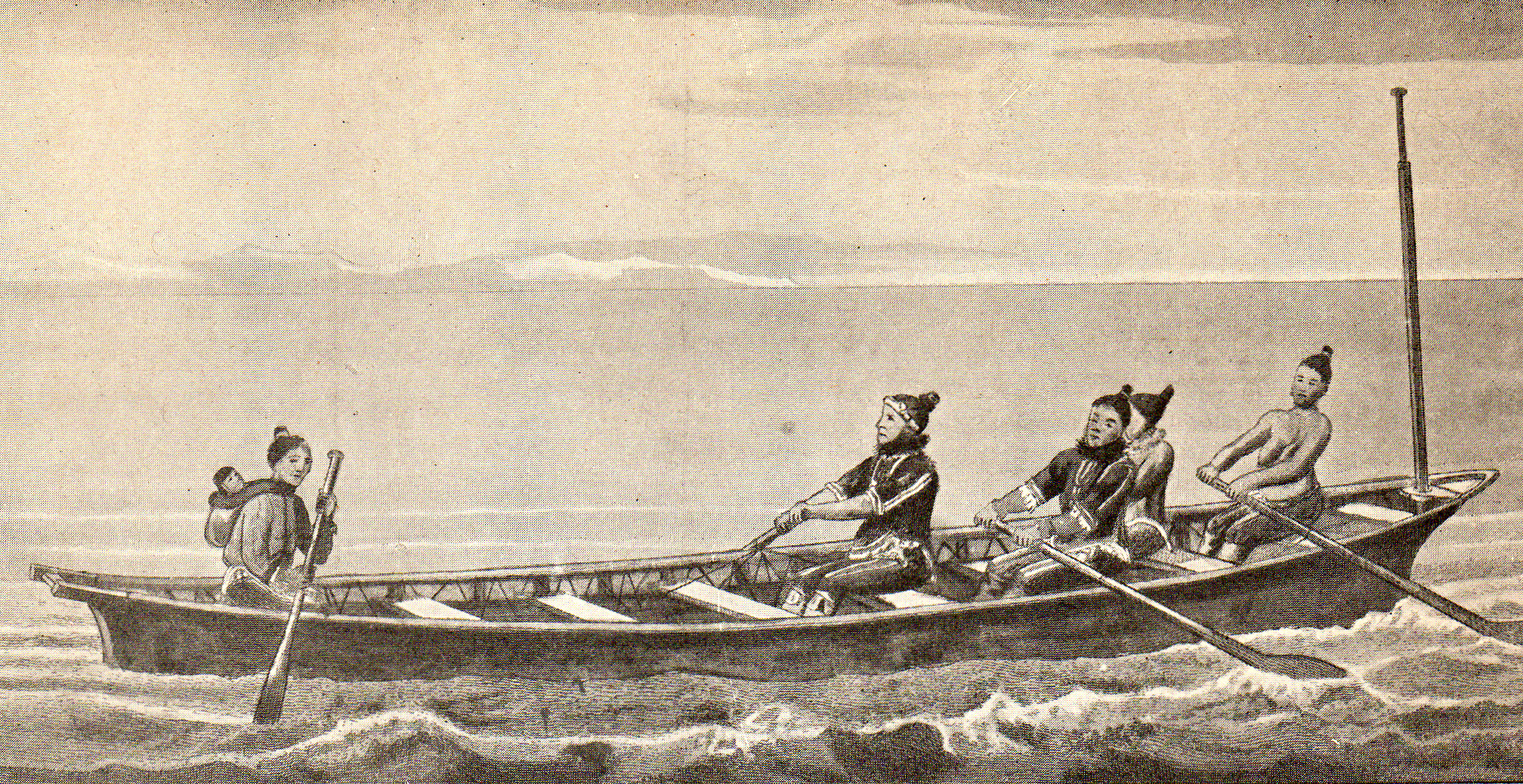
Illustration d'un des umiaks de l'expédition Graah

En 1828-1830, Vahl participe à l'expédition de Wilhelm August Graah (1793-1863) dans les régions inhabitées de l'extrémité sud-ouest du Groenland dans le but d'atteindre les sites des premières colonies vikings fondées au Xe siècle et disparues au XVe siècle. L'expédition, dont les deux naturalistes sont Jens Vahl et le géologue Christian Pingel, part de Copenhague à bord du brick Hvalfisken puis une fois arrivée au Groenland, au cap Farvel, se déplace à bord d'umiaks. Elle atteint les îles Dannebrog, mais rebrousse chemin au prix de grandes souffrances n'ayant pas atteint la zone inhabitée d'Ammassalik. Cependant Vahl parvient à collecter un grand nombre de spécimens botaniques.
Grâce au soutien financier du roi Christian VIII, il poursuit ses recherches et repart pour le Groenland en 1830-1836 visitant tous les villages de colonisation, de Julianehåb au sud, jusqu'à Upernavik au nord. Il retourne à Copenhague en 1836 avec une collection fort riche qu'il lègue plus tard à l'université de Copenhague. Elle est beaucoup plus importante que celles des botanistes qui s'y étaient rendus précédemment, comme Paul Egede et Morten Wormskjöld, et constitue le fondement de la connaissance de la flore du Groenland. Ses rapports et ses notes lorsqu'il collecte les plantes sont beaucoup plus précis, notamment en ce qui concerne leur habitat ou leur localisation.
En 1836-1839, Jens Vahl part avec l'expédition française de La Recherche, dirigée par Joseph Paul Gaimard, en direction du cap Nord et de l'île de Spitzberg.

### Travaux
Jens Vahl se consacre à la description des plantes collectées et à son travail à la bibliothèque du muséum de Copenhague. Il ne parvient pas à achever sa Flora Groenlandica. Il rédige plusieurs articles de Flora Danica.

## Hommages
- (Poaceae) Vahlodea Fries (1842)
- (Gelsemiaceae) Mostuea Didr. (1853)